# Autoceļš A9
L'autoceļš A9 è una strada statale della Lettonia. Lunga 199,3 km, collega la capitale Riga con il porto di Liepāja.
A Liepāja la strada continua verso sud come A11.